# Gerhard Höver
Gerhard Höver (* 1949 in Troisdorf) ist deutscher römisch-katholischer Moraltheologe.

## Leben
Er studierte katholische Theologie, Latein und Sozialwissenschaften in Bonn. Nach der Promotion 1980 in katholischer Theologie wurde er zum wissenschaftlichen Assistenten am Moraltheologischen Seminar der Universität Bonn ernannt. Nach der Habilitation 1986 wurde er zum Privatdozenten
ernannt. 1988 erfolgte Ernennung zum Professor für Praktische Theologie mit Schwerpunkt Moraltheologie und Sozialethik an der Universität des Saarlandes. 1989 wurde er zum Professor für Moraltheologie an der Universität Bonn ernannt, wo er Dekan der Katholisch-Theologischen Fakultät (1998 – 2000/2009 – 2011) und Prodekan (2000 – 2004) war. Die Emeritierung erfolgte 2014.
Seine Forschungs- und Interessenschwerpunkte sind Handlungstheorie und Ethik, Naturrechtsethik, Menschenwürde/Menschenrechte: theologisch-ethische Begründungsfragen
Freiheits- und Handlungskategorien in der Ethik, Ethik der Zwischenmenschlichkeit, Ethik des Lebens: Bioethik und Menschenbild, Lebenbeginn, Personalität und Menschenwürde, ethische Fragen der Pränataldiagnostik, Lebensschutz im Schwangerschaftskonflikt, menschenwürdiges Sterben, Ethik, Wirkung und Qualität in der hospizlichen Arbeit, Spiritual care, Moral Agency in Pain Medicine und Theologie der Familie.